# ستيفن فولتون
ستيفن فولتون هو سياسي كندي، ولد في 1810، وتوفي في 23 أكتوبر 1870. انتخب عضو مجلس نواب نوفا سكوتيا.